# Кангас (остановочный пункт)
Ка́нгас (карел. Kangas) — технический остановочный пункт и бывшая промежуточная железнодорожная станция Октябрьской железной дороги на 160,0 км перегона Брусничная — Пенинга Западно-Карельской магистрали.

## Общие сведения
Станция была сдана в эксплуатацию в октябре 1963 года в составе второй очереди Западно-Карельской магистрали. На станции было два боковых пути. Путевое развитие ликвидировано в 1980-е годы, после чего станция была преобразована в технический остановочный пункт. Территориально расположен на территории Суккозерского сельского поселения Муезерского района Карелии. Автомобильный подъезд к остановочному пункту отсутствует. В трёх километрах проходит грунтовая дорога 86К-7 «Муезерский — Гимолы — Поросозеро», от которой к остановочному пункту подходит тропа (бывшая лесная дорога).
Тарифной стоянки пассажирские поезда на остановочном пункте не имеют. Техническую остановку имеют некоторые поезда для нужд путейцев и работников СЦБ, обслуживающих находящийся при остановочном пункте пост электрической централизации, обеспечивающий автоблокировку на линии.

## Что означает название остановочного пункта?
В переводе с карельского языка kangas означает сосновый бор-верещатник, а с финского — пустошь.

## События
В 2014 году в здание поста ЭЦ ударила молния, чем вызвала воспламенение кабелей и устройств СЦБ.

## Галерея

Остановочный пункт Кангас
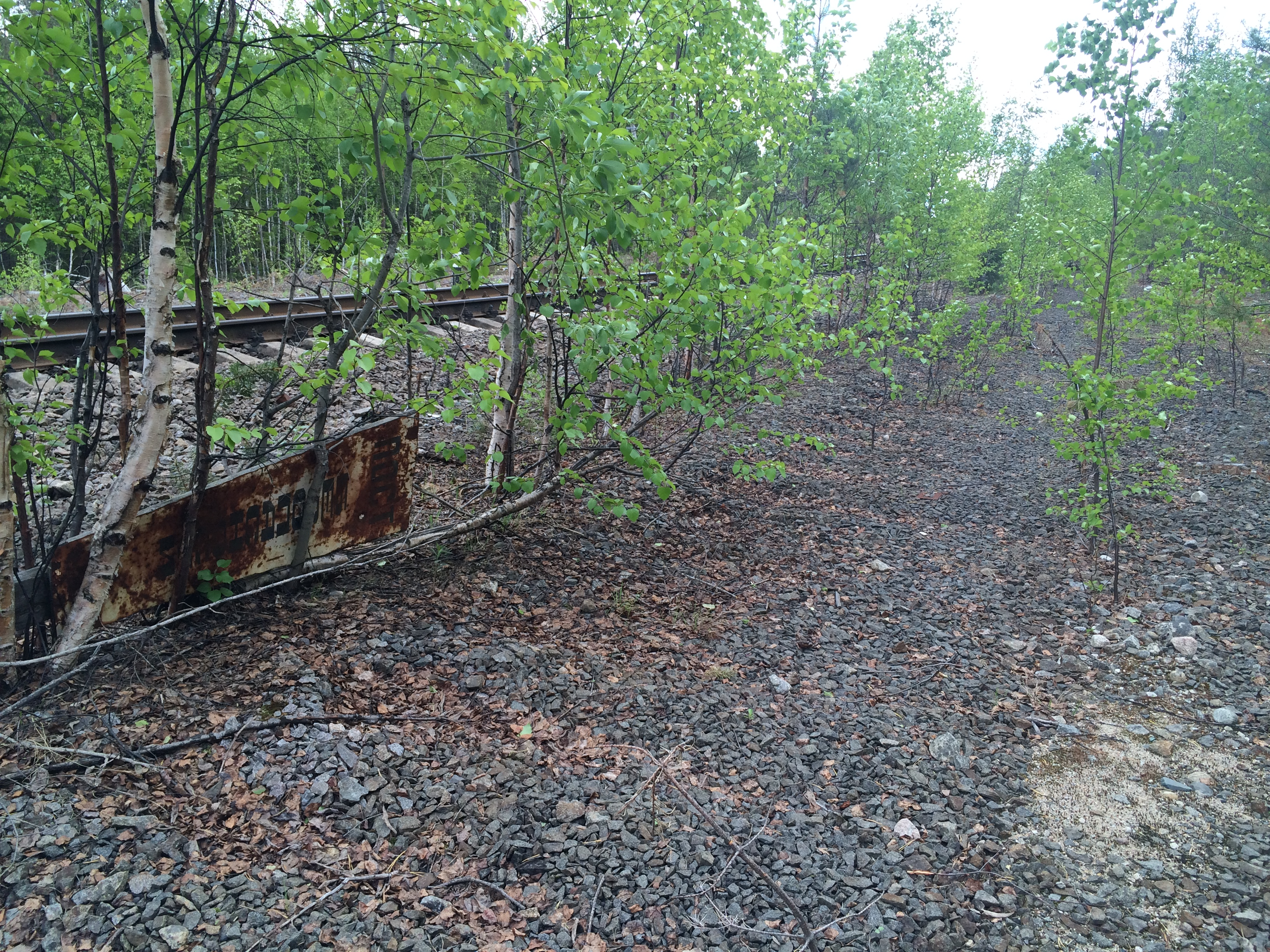
Разобранный боковой путь.
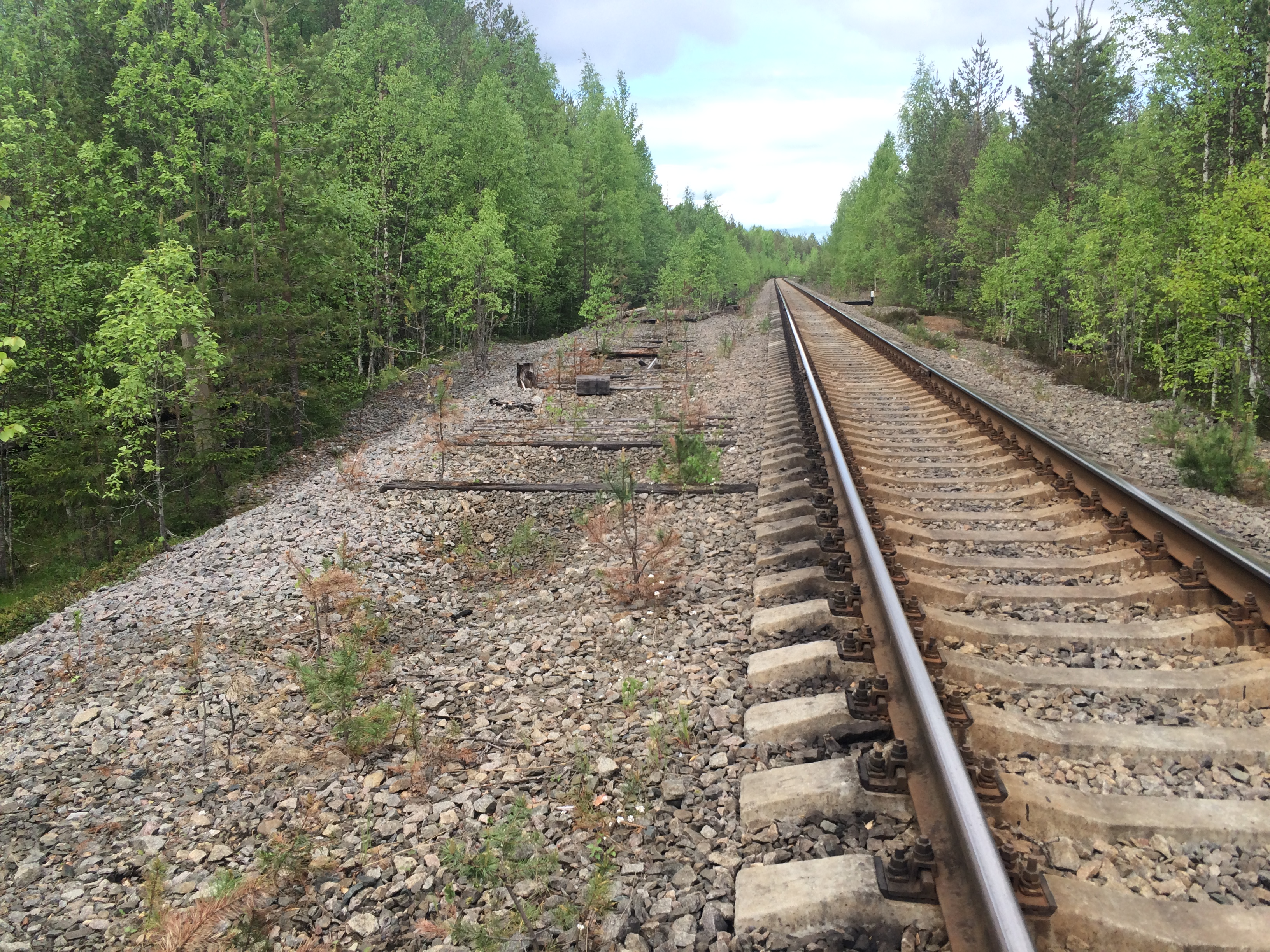
Вид в сторону ст. Пенинга.
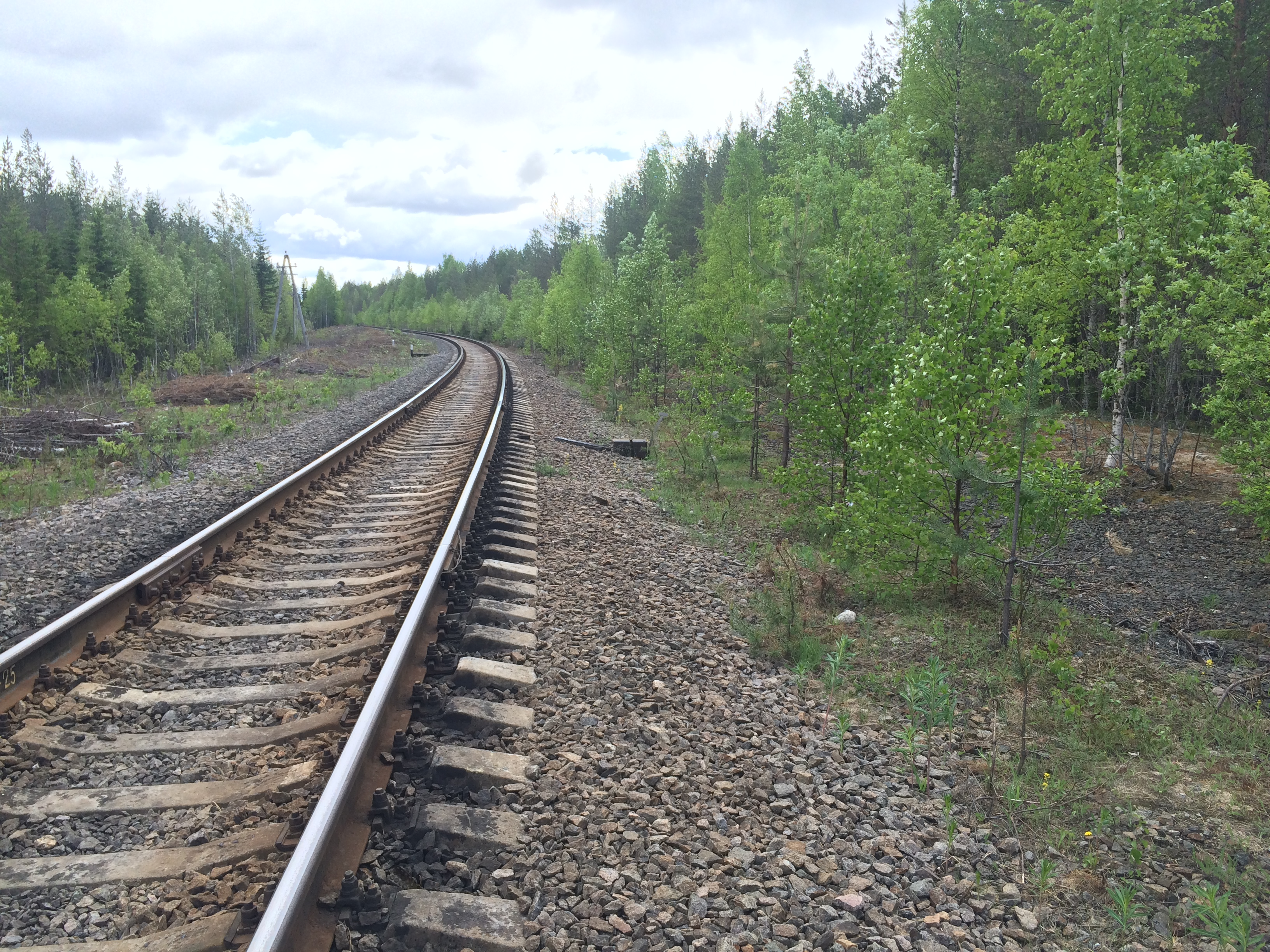
Вид в сторону ст. Брусничная.